# 倫秋庫卡蒙佳地震
倫秋庫卡蒙佳地震隊（英語：Rancho Cucamonga Quakes）是一支美國職棒小聯盟球隊，根據地位於加利福尼亞州洛杉磯近郊的庫卡蒙格市。該隊目前隸屬於「1A」等級的加州聯盟，同時也是美國職棒大聯盟洛杉磯道奇隊旗下的小聯盟球隊。2010年之前，該隊則屬於洛杉磯安那罕天使隊。
地震隊成立於西元1966年，最初以加州洛迪市為根據地，在1986年時遷移到洛杉磯地區的聖伯納迪諾郡，改名為精神(Spirit)隊。該隊陣中曾經出產過小葛瑞菲這名九零年代的棒壇超級巨星。1993年時該隊遷移到現址。
地震隊目前的主場是1992年時落成啟用的艾比中心(The Epicenter，意为震央)，球場一共可容納6200名觀眾。地震隊的吉祥物叫做崔摩(Tremor)，是一支「逆轉蜥蜴」(Rallysaurus)。
電視演員馬克哈蒙(Mark Harmon)目前是本隊的所有者。